# Tressan
Tressan é uma comuna francesa na região administrativa de Occitânia, no departamento de Hérault. Estende-se por uma área de 3,92 km². Em 2010 a comuna tinha 691 habitantes (densidade: 176,3 hab./km²).